# رونی ارنست
رونی ارنست (انگلیسی: Ronny Ernst؛ زادهٔ ۷ مهٔ ۱۹۷۶) بازیکن فوتبال اهل آلمان است.
از باشگاه‌هایی که در آن بازی کرده‌است می‌توان به باشگاه فوتبال دینامو درسدن، باشگاه فوتبال گروتر فورث، باشگاه فوتبال مونیخ ۱۸۶۰، باشگاه فوتبال درسدنر، و باشگاه فوتبال روت‌وایس اسن اشاره کرد.
وی همچنین در تیم ملی فوتبال زیر ۲۱ سال آلمان بازی کرده‌است.